# 古斯塔夫·扬松
古斯塔夫·扬松（瑞典語：Gustaf Jansson，1922年1月5日—2012年4月11日），瑞典男子田径运动员，主攻长跑。他曾代表瑞典参加1952年夏季奥林匹克运动会田径比赛，获得男子马拉松铜牌。